# Stephen Tennant
Stephen James Napier Tennant (Wilsford cum Lake, 21 de abril de 1906 – Idem, 28 de fevereiro de 1987) foi um aristocrata britânico conhecido por seu decadente e excêntrico estilo de vida. Ele era um membro central do grupo de jovens da alta sociedade conhecido pelos tablóides da época como Bright Young Things. Tennant era conhecido por sua aparência, maneiras e comportamento afeminados.

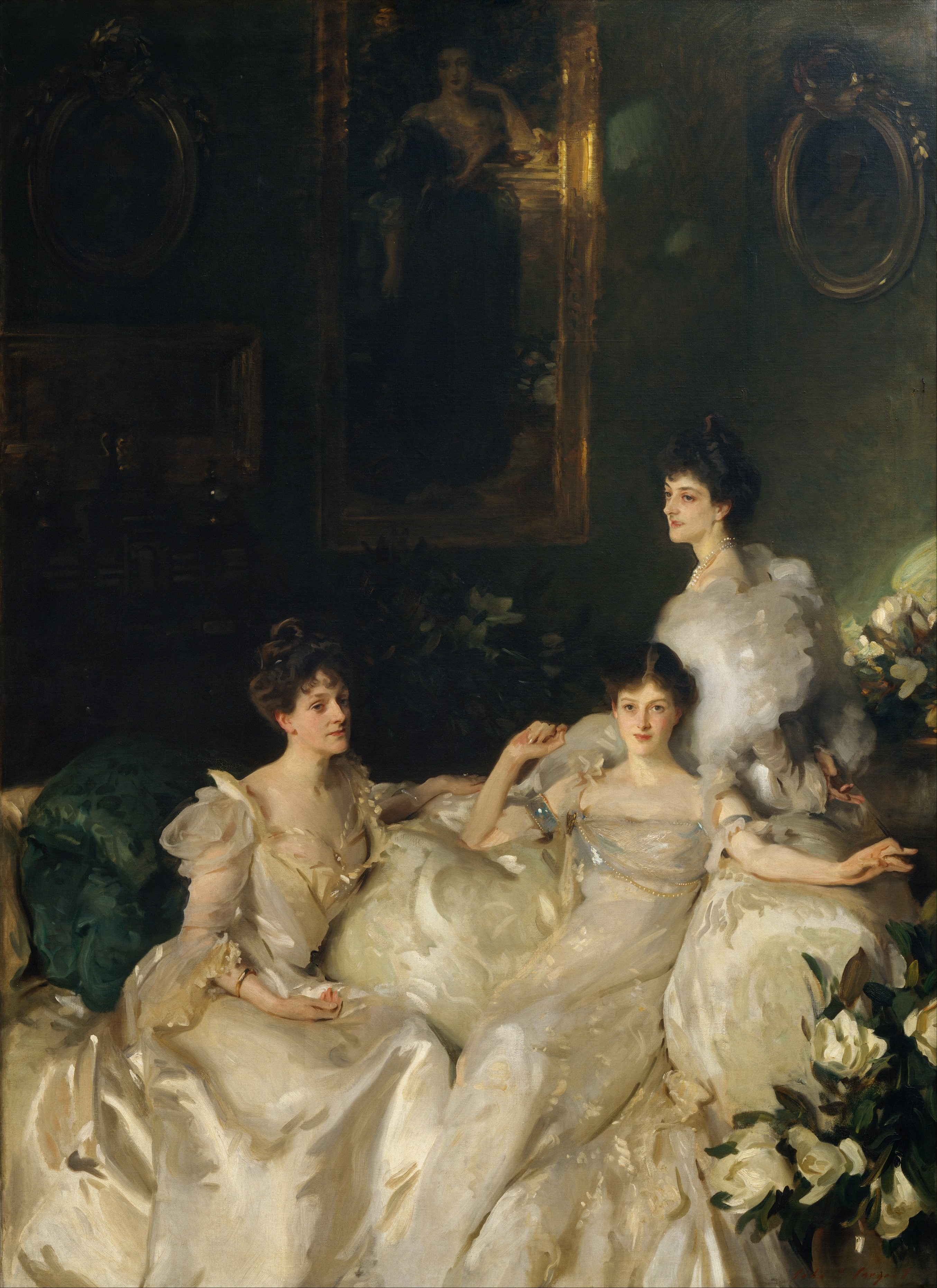
As irmãs Wyndham
John Singer Sargent, 1899, Museu Metropolitano de Arte de Nova Iorque

Nascido na nobreza britânica, Tennant era o filho mais novo do nobre escocês Edward Tennant, primeiro Barão Glenconner e da sua esposa, Pamela Wyndham, uma das célebres irmãs Wyndham. Sua mãe era prima de Lorde Alfred Douglas, amante de Oscar Wilde e sonetista. Com a morte de seu pai, a mãe de Tennant casou-se com Edward Grey, primeiro Visconde Gray de Fallodon. O irmão mais velho de Tennant, Edward foi morto em combate na Primeira Guerra Mundial, enquanto que seu irmão David Tennant fundou o Gargoyle Club em Soho.
Durante a maior parte de sua vida, Tennant tentou começar ou terminar um romance – Lascar: A Story You Must Forget. Acredita-se popularmente que ele passou os últimos 17 anos de sua vida na cama na casa que herdou de seus pais, Wilsford House em Wilsford cum Lake, Wiltshire.
Durante as décadas de 1920 e 1930, Tennant manteve um relacionamento sexual com o poeta Siegfried Sassoon. Quando Tennant terminou abruptamente seu relacionamento Sassoon, o poeta ficou supostamente arrasado.
Quando Tennant morreu em 1987, ele havia sobrevivido à maioria de seus contemporâneos. Um grande arquivo de suas cartas, álbuns de recortes, coisas efêmeras pessoais e obras de arte está guardado no The Viktor Wynd Museum of Curiosities, Fine Art & Natural History em Hackney, Londres.

## Representações culturais
- O personagem Miles Malpractice do romance Vile Bodies (1930), de Evelyn Waugh, foi baseado em Tennant.[10]
- O personagem Lorde Sebastian Flyte do romance Brideshead Revisited (1945), também de Evelyn Waugh, foi baseado em Tennant e outros membros dos Bright Young Things.[11]
- O personagem Cedric Hampton do romance Love in a Cold Climate (1949), de Nancy Mitford, foi baseado em Tennant.[12]
- O narrador do romance LOTE (2020) de Shola von Reinhold é obcecado ("paralisado") por Tennant e o menciona ao longo do livro.[13]
- Tennant foi interpretado na juventude por Calam Lynch e na idade adulta por Anton Lesser no filme Benediction (2021), de Terence Davies.